# Mephritus castaneus
Mephritus castaneus là một loài bọ cánh cứng trong họ Cerambycidae.